# Projekt 1164 Atlant
Projekt 1164 Atlant (NATO-rapporteringsnamn Slava-klass) är en fartygsklass bestående av robotkryssare utvecklad under kalla kriget åt sovjetiska flottan. År 2010 fanns tre fartyg i tjänst hos ryska flottan och det fjärde höll på att utrustas för ukrainska flottan.

## Utveckling
Projekt 1164 startades i slutet av 1960-talet då nya moderna robotkryssare skulle utvecklas och ersätta de äldre kryssarna som hade kommit i tjänst årtiondet efter andra världskriget. Slavaprojektet råkade ut för stora förseningar bland annat på grund av problem med det nya robotsystemet P-500 Bazalt, och det första fartyget kom inte i tjänst förrän 1982. Eftersom robotbeväpningen hade en sådan lång räckvidd hade fartygen själva liten möjlighet att upptäcka målen på sådana långa avstånd. För att kunna ta emot detaljera målinformation direkt från satelliter av typen US-A och US-P var fartygen i klassen utrustade med satellitlänken Kasatka-B (svala, NATO-rapporteringsnamn: Punch Bowl).
Atlant-klassen sågs som ett billigare alternativ till den betydligt tyngre Projekt 1144 Orlan som utvecklades jämsides med projekt 1164. Totalt kom tre fartyg i tjänst och ett fjärde hann bli till cirka 75 procent färdigt innan Sovjets sönderfall i början av 1990-talet.

## Enheter
| Ursprungligt skeppsnamn | Omdöpt till      | Tjänstgöring                                                  |
| ----------------------- | ---------------- | ------------------------------------------------------------- |
| Slava                   | Moskva           | Tjänstgjorde innan 14 april 2022 i ryska Svartahavsflottan.   |
| Admiral Flota Lobov     | Marskalk Ustinov | Tjänstgjorde åtminstone fram till 2011 i ryska Norra flottan. |
| Tjervona Ukraina        | Varjag           | Tjänstgör i ryska Stillahavsflottan.                          |
| Komsomolets             | Ukrajina         | Aldrig färdigbyggd, ankrad i Mykolajiv, Ukraina.              |